# لغة التيكونا
لغة التيكونا هي لغة يتحدث بها ما يقرب من 50000 شخص في حوض الأمازون، بما في ذلك دول البرازيل وبيرو وكولومبيا، وتعتبر اللغة الأم لشعب التيكونا وتصنف بشكل عام علي أنها لغة معزولة، ولكنها قد تكون مرتبطة بلغة لوري المنقرضة وأجريت الأبحاث التي تشير إلى وجود تشابه بين التيكونا والكارابايو.
وتتميز لغة التيكونا بكونها لغة نغمية، وبالتالي فإن معنى الكلمات التي لها نفس الصوتيات يمكن أن يختلف اختلافًا كبيرًا ببساطة عن طريق تغيير النغمة المستخدمة في نطقها.
تعرف تيكونا أيضًا باسم ماغتا وماغوتا وتوكونا وتوكنا.

## الوضع الاجتماعي واللغوي

### البرازيل
لغة التيكونا هي لغة السكان الأصليين وهي الأكثر انتشارًا في البرازيل.
على الرغم من كونها موطنا لأكثر من 50% من شعب التيكونا، إلا أن البرازيل بدأت مؤخرا فقط في الاستثمار في تعليم اللغة الأم فأصبح لدى شعب التيكونا البرازيلي أدب مكتوب وتعليم تقدمه المؤسسة الوطنية البرازيلية للهنود ووزارة التعليم.
تستخدم الكتب المدرسية للغة التيكونا من قبل المعلمين الأصليين المدربين على كل من البرتغالية و تعليم اللغة للأطفال، وهناك مشروع واسع النطاق يقوم بتسجيل الروايات التقليدية وتدوينها لتزويد شعب التيكونا المتعلمين ببعض الأدبيات للتدرب عليها.
إن تعليم لغة التيكونا ليس امتيازًا، ولكنه جزء من مشروع أوسع نطاقا تنفذه الحكومة البرازيلية لتزويد جميع الأقليات المهتمة بالتعليم بلغتها الخاصة.
في عام 2012، أطلقت الحكومة البرازيلية حملة تثقيفية للوقاية من الإيدز والعنف ضد المرأة بلغة التيكونا، وهي أول حملة من نوعها في البرازيل تنفذ بلغة السكان الأصليين.

### بيرو
تلقى شعب التيكونا في بيرو تعليم اللغة الأم منذ ستينات القرن الماضي، وكان نظام الكتابة المستخدم هو الأساس لتطوير النظام في البرازيل. ومع ذلك فإن الكثير من الأدبيات المتاحة لشعب التيكونا في بيرو تشتمل علي الكتب المدرسية القياسية.

### كولومبيا
تدرس لغة التيكونا الكولومبية باللغة الإسبانية، عندما يكون لديهم إمكانية الوصول إلى المدرسة مطلقاً منذ إنشاء مدارس التيكونا في البرازيل، غامر البعض بالالتحاق بها.

### البعثات المسيحية
وصل عدد من البعثات المسيحية إلى شعب التيكونا وترجمت هذه البعثات الكتاب المقدس إلى لغة التيكونا الأصلية، بل ولديها برنامج إذاعي خلال أيام الأسبوع يبث باللغات التيكونا والبرتغالية والإسبانية من قبل وزارات أمريكا اللاتينية.

## محو الأمية
إلى جانب استخدامها في مدارس تيكونا، تصدر اللغة عشرات الكتب كل عام في كل من البرازيل وبيرو، وتستخدم هذه الكتب نظاما للكتابة الصوتية صُمِّم خصيصًا باستخدام تطبيقات مماثلة لتلك الموجودة باللغة البرتغالية (باستثناء K بدلا من C والحرف Ñ بدلا من NH) بدلًا من الترميز العلمي الموجود الأكثر تعقيدًا على سبيل المثال ماهو موجود في متحف اللغة.
في المدرسة تدرس لغة التيكونا رسميًا، كما يتم تعليم الأطفال في المدارس عادة في مناطق المبشرين الكاثوليك إما اللغة البرتغالية أو الإسبانية.

## البنية اللغوية
لغة التيكونا هي لغة معزولة إلى حد ما من الناحية الظاهرية، مما يعني أن معظم الكلمات تتكون من مقطع واحد فقط. ومع ذلك تحتوي اللغة علي كلمات تتكون من أكثر من مقطع واحد، على عكس اللغات المعزولة مثل الفيتنامية.
لغة التيكونا هي لغة نغمية غير معتادة لدول أمريكا الجنوبية مع أكثر من 10 نغمات في الغالب، حيث يُشار إلى النغمات بشكل إملائي فقط مع وجود لعلامات التشكيل، عندما يكون الخلط محتملًا قد تكون الحروف المتحركة الستة مخارجها من الأنف أو الحنجرة، يمكن أيضًا أن تنطق الحروف الساكنة.
ترتيب الكلمات في لغة التيكونا يكون فعل - فاعل - مفعول به، مع احتمالية لوجود اختلاف في الترتيب داخل اللغة.
أشارت الأبحاث إلى أن اللغات النغمية المعزولة ذات النغمات المعقدة من المرجح أن تحدث في المناطق ذات الرطوبة العالية ودرجة حرارة أعلي لأنه يعتقد أن الاحبال الصوتية يمكن أن تنتج نغمات أقل تناسقًا في الهواء الأكثر برودة وجفافًا. كانت لغة التيكونا إحدى اللغات التي تم التركيز عليها في هذه الدراسة نظرًا لانتشارها وتعقيدها.

### التصنيف
ربط البعض مبدئيا لغة التيكونا ضمن مقترحات الأراواكانو أو بمخزونات التوكانو الكلية، على الرغم من أن هذه التصنيفات تخمينية للغاية نظرًا لعدم وجود أدلة، ربطت فرضية حديثة يوري تيكونا لغتي صليبان وهوتي في مخزون دوهو.  ومع ذلك فإن الإجماع اللغوي هو أن لغة التيكونا قد تكون في الواقع لغة معزولة في وضعها الحالي، بعدما انقرض يوري.

## وصلات خارجية
- محادثة التيكونا-دورة لغة التيكونا في المعهد الصيفي للغات.
- منشورات التيكونا للتحميل.
- موارد بلغة التيكونا.
- وثائق بغة التيكونا : دليل الموارد في أرشيف لغة كاليفورنيا